# كارل مولر (عالم نبات)
كارل مولر (بالألمانية: Karl Müller)‏ (و. 1881 – 1955 م) هو عالم نبات، وأستاذ جامعي، وكاتب ألماني، ولد في مسكيرش، توفي في فرايبورغ، عن عمر يناهز 74 عاماً.